# Душко Попов
Душан Попов (сербохорв. Душан Попов / Dušan Popov), також відомий як Душко Попов (сербохорв. Душко Попов / Duško Popov; 10 липня 1912 — 10 серпня 1981) — потрійний агент часів Другої світової війни. Кавалер Ордену Британської імперії. Був завербований у 1940 році абвером, проте з ідейних міркувань розкрив факт вербування перед британською контррозвідкою МІ5 і став її агентом. Також негласно співпрацював з урядом Королівства Югославія у вигнанні. У документах югославів він проходив під ім'ям «Душко», у документах абверу — «Іван», у документах британців — «Трицикл». Діючи за вказівками британських спецслужб, Попов займався дезінформуванням абверу: зокрема, у рамках операції «Фортитьюд» він повідомив німцям свідомо неправдиву інформацію про наміри союзників здійснити влітку 1944 року висадку у Кале, а не у Нормандії, через що більшість німецьких сил була перекинута з Нормандії у Кале.
Попов був відомий не лише як азартний гравець, а й як плейбой: серед багатьох жінок, з якими він зустрічався, була французька акторка Сімона Сімон. За однією версією, британці прозвали його «трициклом» за те, що він керував групою з трьох подвійних агентів, за іншою версією через його любовні пригоди та схильність до групового сексу. У 1974 році Попов опублікував книгу «Шпигун / Контршпигун» (англ. Spy / Counter-Spy), у якій розповів про свою розвідувальну діяльність. Вважається, що деякі риси біографії та характеру Попова Ян Флемінг запозичив для героя своїх романів Джеймса Бонда.

## Ранні роки
Душан Попов народився 10 липня 1912 року у містечку Тител у сербській сім'ї. Батьки — Мілорад та Зора Попови. У нього були старший брат Іван (Іво), особистий лікар короля Петра II, який став пізніше розвідником (псевдонім — «Дредноут», працював на британську розвідку), та молодший брат Владан. Сім'я була багатою й успадкувала весь свій стан від діда Душана по батьковій лінії — Омера, багатого банкіра та промисловця, який відкрив безліч заводів, шахт і підприємств роздрібної торгівлі. Рід Попових походив із села Карлове (нині Ново-Милошево): за документами, датованими 1773 роком, ця сім'я вважалася найбагатшою у селі. Мілорад Попов розширив сімейну справу, почавши займатися угодами у сфері нерухомості. Коли Душан був ще дитиною, сім'я переїхала з Тітела у Дубровник, у свій літній будинок, де вони проводили більшу частину року. У них також був будинок у Белграді, куди сім'я приїжджала взимку. У Белграді сім'я остаточно оселилася після закінчення Першої світової.
Дитинство Душко випало на епоху серйозних політичних змін на Балканському півострові: у листопаді 1918 року Австро-Угорщина розкололася на безліч нових держав, а її балканські землі увійшли до складу нової країни — Королівства Сербів, Хорватів і Словенців, яке мало назву Югославія з 1929 року. Але навіть у новій державі були нерідкими етнічні конфлікти: між сербами, хорватами, угорцями й етнічними німцями. Позаяк, родина Попових дистанціювалася від політичних скандалів і суперечок, ведучи розкішний спосіб життя: вони володіли безліччю вілл і яхт, а разом з ними у різні подорожі вирушали їхні слуги. Душко та його брати провели свої ранні роки у Дубровнику на Адріатичному узбережжі, ставши відмінними спортсменами та майстрами з виживання у важких умовах.
Батько Душко потурав своїм дітям, побудувавши для них віллу біля моря, на яку вони запрошували своїх друзів і влаштовували розкішні вечірки, але також наполягав на тому, щоб вони здобули освіту найвищої якості. Вже у підлітковому віці Душко говорив вільно не лише сербохорватською, а й італійською, німецькою та французькою мовами. З 12 до 16 років він навчався у ліцеї у Парижі (за деякими даними, там у той же час навчався Коча Попович), а у 1929 році був відправлений у підготовчу школу Юел-Касл в англійському Сурреї, звідки був виключений через чотири місяці за суперечки з учителем (спочатку Душко був відшмаганий учителем за те, що курив у школі, а потім і за відмову залишитися після уроків; щоб уникнути чергового покарання, Душко на очах в однокласників переламав тростину, якою його пороли). Батько відправив сина потім у Ліцей імені Гоша у французькому Версалі, де Душко провчився два наступні роки.

## Студентство
У віці 18 років Попов вступив до Белградського університету на юридичний факультет, який успішно закінчив. Протягом наступних чотирьох років він став найвідомішою у белградських розважальних закладах людиною, заробивши репутацію залицяльника та плейбоя. У 1934 році Попова зарахували до Фрайбурзького університету, де збирався писати докторську дисертацію з права. На той час Попов не звертав увагу на політичні зміни, викликані приходом до влади НСРПН й Адольфа Гітлера. Фрайбург він вибрав як найближче до країни місто, де можна було легко вивчити німецьку, але вже тоді у Німеччині почалися переслідування євреїв і комуністів, а також масові спалення книг. Восени 1935 року Попов почав навчання у Фрайбурзі й у наступні місяці все активніше цікавився політикою та висловлювати свою думку про події, які відбуваються.
Він потоваришував з Йоганном «Джонні» Єбсенем, вихідцем з німецько-данської родини суднобудівного магната, який навчався на економічному факультеті Фрайбурзького університету. Серед їхніх спільних інтересів виявилися стиль життя, любов до спортивних машин і гарних жінок, на що обом цілком вистачало грошей. Під час навчання в університеті Душко посварився зі студентом Карлом Лаубом, заступившись за дівчину, і отримав виклик на дуель. Лауб мав намір провести дуель за правилами мензурного фехтування, довіривши югославу вибір зброї, проте Душко з'явився на дуель з пістолетом, заявивши, що у Югославії проводять дуелі тільки з вогнепальною зброєю, і в результаті дуель не відбулася. При цьому Душко був непоганим стрільцем, вигравши два роки тому змагання у Дубровнику зі стрільби; під час суперечок з Лаубом Єбсен для переконливості заявив, що Душко як «офіцер кавалерійського полку запасу», який нібито служив у Боснії, міг битися на дуелі лише з використанням пістолетів.
У 1936—1937 роках Попов брав участь у дебатах у «Клубі іноземців» (нім. Ausländer Club), засідання яких проводилися щоп'ятниці, і вже тоді став висловлювати свою неприязнь до нацистів — серед учасників дебатів були попередньо підібрані членами НСРПН особи, які затято відстоювали нацистську ідеологію. Через Єбсена, президента клубу, Попов заздалегідь передавав теми обговорень британським й американським студентам, щоб ті підготувалися відстоювати свою думку. Двічі Попов виступив у клубі з промовою на захист демократії, а також написав дві статті до белградської газети «Політика», викриваючи в них нацизм. За словами Ларрі Лофтуса, Душко був затятим противником нацизму та не збирався бути лояльним Німеччині або фюреру. Влітку 1937 року він захистив докторську дисертацію «Видовдан і Вереснева конституція Югославії», вирішивши відзначити свій успіх і з'їздити до Парижа, але перед самим від'їздом його заарештували гестапівці, які давно за ним вели негласне спостереження. Попову висунули абсурдне звинувачення у комуністичній пропаганді, що нібито відбувалася з його зустрічей із дівчиною, яка працювала на заводі. Попова кинули у Фрайбурзьку в'язницю без допитів і пояснень: йому загрожували ув'язнення та смерть у концтаборі.
Гестапівці провели допити всіх, хто коли-небудь був знайомий з Душком, і змусили їх обмовити югослава: один з викладачів, який раніше всіляко вихваляв роботу Душка, на допиті несподівано заявив, що той був посереднім студентом-анархістом. Єбсен, який дізнався про арешт, повідомив батькові Душка про те, що сталося; вражений батько негайно зв'язався з прем'єр-міністром Югославії Міланом Стоядиновичем, який звернувся до Германа Герінга. Вже за 8 днів Попов був звільнений і протягом 24 годин зобов'язався залишити територію Німеччини. Він сів на поїзд до Швейцарії, прибув у Базель і зустрівся з Єбсеном, подякувавши йому за допомогу та пообіцявши йому виконати будь-яку послугу у відповідь.

## Співпраця з абвером

### Встановлення контакту
З осені 1937 року Попов зайнявся юридичною практикою, відкривши власну адвокатську контору та почав співпрацю з доктором Якшичем, який вирішував різні фінансові справи. Душко обслуговував різних клієнтів (зокрема і представників банку Savska Banka), заробляючи на рік суму, еквівалентну 3 тисячам британських фунтів стерлінгів. Ведучи переговори про постачання верстатів до Югославії з Німеччини, Попов неодноразово зустрічав підсекретаря німецького посольства фон Штейна, який неодноразово лестив Попову, згадуючи про його знайомство з Бозо Банацем, одним із найбагатших людей Югославії, і відзначаючи, що Попов може добути абсолютно будь-яку інформацію у британських колах. У січні 1940 року фон Штейн недвозначно натякнув Попову на те, що у послугах Попова була зацікавлена Німеччина, проте той у відповідь лише туманно заявив, що навряд чи зможе досягти успіхів завдяки своїм зв'язкам. Відмова Попова була обґрунтована не лише війною у Європі, але й тим, що він не забув свого випровадження з Німеччини, хоча фон Штейн умовляв його «забути минуле».
4 лютого 1940 року Попов отримав термінове повідомлення від Єбсена з проханням зустрітися у готелі «Сербський король» (сербохорв. Српски краљ / Srpski kralj) у Белграді, в кав'ярні «Сербська корона» (серб. Srpska kruna / Српска круна), де нині знаходиться Белградська міська бібліотека; за іншими даними, це сталося у готелі «Royal» на вулиці короля Петра. Під час зустрічі Попова вразив стан Єбсена: той переніс нервовий зрив, почав курити та пити, а у розмові всіляко проклинав режим Гітлера. Єбсен розповів Попову, що після закінчення навчання у Фрайбурзі він продовжив справу своєї сім'ї, ставши директором компанії Norddeutsche Lloyd. Йому потрібно було продати кілька німецьких суден, які застрягли у нейтральних портах, і забезпечити їхній вихід під прапорами нейтральних держав. Однак для завершення угоди була потрібна югославська ліцензія, необхідна для обходу військово-морської блокади Трієста, введеної країнами Заходу. Єдиними потенційними покупцями могли бути лише Франція та Велика Британія, які вже перебували у війні з Німеччиною, проте Єбсену пригрозили смертю з СД, якщо він спробує продати кораблі французам чи британцям. Попов погодився допомогти Єбсену, і той вирушив до Берліна для збору необхідної документації.

### Початок співпраці
Отримавши список кораблів від Єбсена, Душко вирушив до британського посольства та зустрівся з його першим секретарем містером Гау (англ. Mr. How). Югослав пояснив суть ситуації та повідомив про недвозначні натяки від фон Штейна на співпрацю з абвером. Гау запропонував Душко імітувати свою готовність допомагати німцям, а документи щодо кораблів порадив якомусь Старроку (англ. H. N. Sturrock), який пообіцяв Попову вирішити завдання. Через два тижні після зустрічі в готелі Єбсен зізнався Попову, що змушений був стати співробітником німецької військової розвідки — абверу (псевдонім «Художник»), тільки щоб не потрапити у вермахт і не служити на передовій, оскільки його мучило варикозне розширення вен. Попова вразив сам факт того, що Єбсен, переконаний противник нацизму, почав працювати на абвер. На думку Ларрі Лофтіса, вибір Єбсеном служби в абвері був обґрунтований кількома чинниками: по-перше, це дозволяло Єбсену вільно подорожувати Європою та збирати інформацію від усіх своїх бізнес-партнерів, а також бути у курсі подій у світі; по-друге, на відміну від СД, в абвері не було людей, які мали будь-яке відношення до нацистів, що цілком пасувало Джонні.
Зізнавшись у роботі на абвер, Джонні знову звернувся до Душка за допомогою: абвер довірив Єбсену завдання з'ясувати, хто з французьких політиків співпрацюватиме з німецькою окупаційною владою після неминучого розгрому французьких військ. Попов після сумнівів погодився допомогти, проте задумався над тим, щоб надати копію звіту і британцям, оскільки не хотів мимоволі допомагати нацистам: ідею про те, щоб попередити британців про зацікавленість Німеччини у подібному списку, підкинув брат Душко, Іво, який уже встановив зв'язок із британською розвідкою. Підсекретар німецького посольства фон Штейн також натякав Попову на те, щоб він пішов на співпрацю з німцями. За версією Найджела Веста, остаточно переконати Душко допомогти Джонні зумів співробітник посольства Клемент Гоуп, який працював у Секретній розвідувальній службі.
Протягом наступних тижнів Попов збирав усю необхідну інформацію: він з'ясував, що найбільш поступливим із політиків, готових обійняти посаду прем'єр-міністра, міг бути П'єр Лаваль. Душко надав звіт Єбсену, а за кілька днів отримав несподіване запрошення на прийом до британського посольства. Зустрівши там першого секретаря посольства, якогось містера Дью (англ. Mr. Dew), Попов переговорив з ним віч-на-віч і передав йому копію звіту, зроблену про всяк випадок: всі ці дії розгорталися ще до того, як Німеччина вторглася на територію Франції. Дью, допитавши югослава, порадив Попову залишатися на зв'язку з Єбсеном. Незвдовзі Попову надійшло замовлення на постачання до Німеччини партії пентаеритриту, а співробітники німецького посольства стали раптово більш ввічливими щодо югослава. Єбсен, чиє завдання було успішно виконано, одного дня запропонував Попову зустрітися з якоюсь цікавою людиною. Згідно з Ларрі Лофтісом, ця зустріч відбулася у листопаді 1940 року в одному з белградських ресторанів, а співрозмовником Попова виявився полковник Ернст Мюнцигер (нім. Ernst Müntziger), начальник групи I H «Ост» абверу (відділ зі збору розвіданих про сухопутні війська у Східній Європі), який представився Попову як «майор Олльшлагер» (нім. Ollschlager) — він опікувався діяльність Джонні Єбсена.

### Вербування німцями
Під час бесіди Мюнцигера та Попова, на якій був присутній і Єбсен, полковник запропонував югославу працювати на абвер. Запевняючи того, що перемога Німеччини над британцями неминуча, Мюнцигер при цьому зазначив, що послуги Попова як бізнесмена, якому відчинені будь-які двері й у якого багато зв'язків з вищим суспільством, були б набагато кориснішими, ніж послуги шпигунів, які вже діяли у Британії. Він заявив, що шпигунство є небезпечною справою, але пообіцяв хороші гонорари за послуги. Тему подій у Фрайбурзі Мюнцигер обходив стороною, запевняючи, що це було перевищення повноважень з боку гестапо та що про це варто забути, оскільки у майбутньому зв'язку Попова були б набагато кориснішими. Коли мова зайшла про те, які відомості має постачати абверу Попов, німець заявив, що йому потрібна просто згода югослава в принципі, а деталі надасть Джонні. Попов умовив Мюнцигера дати йому час на роздум, а Єбсен після розмови сказав, що Мюнцигер є його куратором. Обміркувавши як слід, Попов вирішив співпрацювати з абвером, але робити все, щоб отримані відомості пішли на користь західним союзникам і щоб Німеччина програла війну.
Наступного дня Попов звернувся по допомогу до «містера Дью» з британського посольства, розповівши йому про зустріч у ресторані. Той, своєю чергою, пообіцяв організувати Попову зустріч із якимось Фікісом (англ. Fickis). Під прізвищем Фікіс переховувався начальник югославської резидентури МІ6 Сент-Джордж Летбрідж (англ. St. George Lethbridge), який незабаром викликав Попова в управління паспортного контролю: там югослав розповів про свою складну ситуацію, пов'язану з пропозицією абверу про співпрацю, і Летбрідж порадив Попову погодитись на умови німців. Той повідомив Мюнцигеру про свою готовність співпрацювати, але поставив дві умови: по-перше, він зажадав хорошу винагороду за свої послуги; по-друге, він відмовився від участі у місіях, в яких буде хоч якийсь натяк на збройну агресію Німеччини проти Югославії. Мюнцигер прийняв обидві умови, після чого передав Попову чорнильницю з невидимим чорнилом, яке необхідно було використовувати для написання звітів та їх подальшої передачі. Він також передав йому опитувальник з 21 питанням щодо обороноздатності Великої Британії, що і стало першим завданням Попова. У всіх документах абверу надалі Попов фігурував під псевдонімом «Іван».

### Дезінформація про британські збройні сили
Німцям необхідно було отримати важливі відомості про оборону Великої Британії, серед яких були продукція військових заводів у Вейбриджі, Вулвергемптоні та Дартфорді; стрілецька зброя, яка перебуває на озброєнні Британської армії; кількість винищувачів типу «Спітфайр» та «Гаррікейн» на озброєнні британських ПС; структура танкової дивізії Британської армії і т. д. Попова також зобов'язали завербувати групу осіб і створити шпигунську мережу абверу у Великій Британії: вся ця операція отримала кодове найменування «Міда». Через кілька днів після отримання завдання Попов знову зв'язався з Летбриджем, який порадив Попову самостійно розробити план виконання поставленого Мюнцигером завдання, але взяв з нього слово у жодному разі не повідомляти Єбсену про зустрічі з британцями. Душко склав план й обговорив його з Летбриджем, після чого передав підсекретарю німецького посольства фон Штейну таке повідомлення: для отримання даних з британської оборони німці мають зв'язатися у Лондоні з якимсь Івановичем, директором компанії Yugoslav Lloyd і нібито племінником підприємця Бозо Банаца, з яким Попов був знайомий. Через того ж Летбриджа Попов встановив зв'язок з британською Секретною розвідувальною службою та повідомив їй своє завдання від абверу. Співробітники служби, отримавши відомості від Попова, почали готувати великий обсяг очевидно неправдивої інформації про свої збройні сили, яку Попов і повинен був передати абверу, щоб відтягнути напад німців.
Британцям знадобилося досить багато часу, щоб підготувати дезінформацію: до Лондона були відправлені три великі опитувальники, які британці заповнювали довго, вписуючи свідомо хибні, але цілком правдоподібні дані, а Попову доводилося вигадувати всілякі виправдання тому, чому робота просувається вкрай повільно. Крім цього, британці допомогли Попову створити фальшиву шпигунську мережу абверу, щоб переконати німців у повній його лояльності абверу. Оскільки Душко був шпигуном, на нього не поширювалися права військовополоненого відповідно до положень Гаазької конвенції про закони та звичаї ведення війни: у разі викриття німці могли його усунути без особливих проблем. Єбсен незабаром здогадався, що Попов таємно співпрацював із британцями, і повідомив йому, що особистий водій батька Попова Божидар був спеціально найнятий Мюнцигером для стеження за Поповим. Джонні пояснив, що йому зателефонував Мюнцигер і попросив забрати у Божидара низку документів — дев'ять сторінок із телефонними номерами, за якими дзвонив Попов протягом двох тижнів. Від Божидара довелося позбутися, щоб не допустити розкриття діяльності Душка: за офіційними даними, водія застрелила залізнична охорона при спробі скоєння крадіжки.
Згідно з Ларрі Лофтусом, через деякий час після свого вербування абвером Попов отримав на зустрічі з Летбриджем у Белградському парку вказівки наступного характеру: тримався як німецький шпигун, який побоюється можливого британського стеження, і пам'ятаючи при цьому, що за ним самим стежать німці, Попов повинен був так чи інакше спробувати дізнатися, запам'ятовуючи імена й адреси деяких співробітників абверу, всі відомості, які стосувалися б операції «Зеельове». Наставляючи Попова, Летбридж згадав дві британські спецслужби — МІ5, яка відповідала за контррозвідку та роботу з подвійними агентами, і МІ6, яка відповідала за зовнішню розвідку. Кожна з цих служб могла гіпотетично використовувати Попова для виконання тих чи інших завдань.
У послугах Попова був зацікавлений начальник відділу МІ5 підполковник Томас Робертсон: Душко говорив п'ятьма мовами, відрізнявся прекрасними манерами й ерудицією, а також міг спокійно перетинати будь-які кордони, що давало йому ряд переваг, яких не було в інших завербованих МІ5 осіб (серед таких було чимало осіб із сумнівним минулим). Водночас зі шпигунів, які працювали на МІ5, подвійним агентом був тільки корабельний інженер Артур Овенс («Сніг»), який продавав електробатареї кригсмарині у передвоєнні роки та підозрювався у тому, що є «підставним» подвійним агентом. У той же час послугами Попова цікавилася і розвідслужба МІ6, керівник якої, Стюарт Мензіс, хотів використовувати Попова для отримання докладних відомостей про начальника абверу, адмірала Вільгельма Канаріса: той, за імовірними даними, був одним із противників перебування Гітлера при владі. Втім, факти небританського походження Попова, його навчання у Німеччині та його вербування абвером не гарантували британцям того, що Попов також не був підставною особою, яка грала роль «подвійного агента» за вказівкою абверу.

## Переліт з Лісабона до Брістоля
Згідно з Ларрі Лофтісом, 17 листопада 1940 року Душко Попов поїздом прибув до Риму, де з великими труднощами придбав квиток на найближчий рейс до Лісабона. Пізніше за Душко до Лісабона попрямував і Джонні Єбсен. Крістер Йоргенсен, який стверджував, що Попов почав працювати на абвер з літа 1940 року, зазначав, що того ж року Душко зустрівся у Лісабоні з начальником резидентури абверу у Португалії, майором Людвігом Кремером фон Ауенроде (нім. Ludwig Kremer von Auenrode), який на зустрічах представлявся Попову як Людовіко фон Карстгофф (нім. Ludovico von Karsthoff). Фон Авендро обіймав посаду ад'ютанта у посольстві Німеччини у Португалії та працював під псевдонімом Альберт фон Карстгоф (нім. Albert von Karsthof). Також просив звертатися до нього як Людовіко, а підписувався ім'ям Анцувето (нім. Anzuweto). Він представив Попова співробітнику посольства, офіцеру III відділу (контррозвідки) абверу лейтенанту Фріцу Крамеру. Попри підозри з боку Крамера у можливому вербуванні іншою країною, Попов успішно пройшов перевірку з його боку та навчання шпигунським навичкам: освоїв роботу з камерами Leica, шифрування та відправлення донесень.
Згідно з Єргенсеном, у грудні 1940 року Попов вилетів з Португалії до Великої Британії рейсом нідерландської авіакомпанії KLM, яка не припиняла перельоти під час війни: фон Ауенроде дав йому завдання завербувати кількох людей, які могли б надалі працювати на португальську резидентуру абверу. Зустріти югослава в Лондоні мав якийсь агент чеського походження Джордж Граф. Фон Ауенроде дав Попову вказівки: знайти у Великій Британії осіб, які виступали проти політики опору німцям, яка проводилася Вінстоном Черчиллем, і виступали за укладання миру між Німеччиною та Великою Британією, і спробувати переконати схилити їх до співпраці з абвером; виявити, які елементи Лондонського бліцу справили найсильніше враження на британців, і знайти «больові точки», які можна використати, ведучи пропаганду проти Черчилля; нарешті, спробувати увійти у довіру до адмірала Джона Тові (для чого необхідна остання дія, Ауенроде замовчував).
За версією Крістофера Ендрю, Попов сам ініціював переліт до Великої Британії, заявивши фон Ауенроде, що збирається отримати важливу інформацію про обороноздатність британців від якогось дипломатичного співробітника югославського посольства. Рейс, який відбувся в кінці грудня, здійснив посадку в аеропорту Вітчерч під Брістолем: саме там Душко Попов вперше вступив на британську землю. 20 грудня з Лісабона до Берліна Вільгельму Канарісу надійшло повідомлення про те, що завербований німцями «Іван» вже знаходиться на території Великої Британії. Попова у Лондоні зустрів аж ніяк не Джордж Граф, а співробітник МІ5 Джок Горсфолл (англ. Jock Horsfall) з управління A, який доставив його до готелю «Савой» (англ. Savoy Hotel). Там Попов зустрівся з полковником Робертсоном, начальником управління B1 Служби безпеки МІ6.

## Початок діяльності подвійного агента

### Допит у Лондоні
Британці не були до кінця впевнені, що Попов не є приманкою, яку направив «абвер», і вирішили ще раз перевірити свого співрозмовника. Чотири співробітники МІ5 протягом чотирьох днів ретельно допитували Попова, намагаючись підловити його хоч на будь-якій брехні. Весь допит вівся французькою мовою, якою Попов володів краще, ніж англійською. Попов повністю розповів усю свою історію про те, як його завербував абвер і які завдання йому було дано: він запевняв британців, що не збирався виконувати доручення абверу, які могли б завдати шкоди безпеці Югославії, а за запропоновані йому завдання брався лише в тому випадку. якщо німці йому обіцяли добрі гроші. Через чотири дні допитів британці переконалися, що Попов «чистий». Ключовим став той факт, що фон Ауенроде повідомив Попову імена й адреси всіх співробітників абверу у Лондоні: на допиті югослав назвав ім'я й адресу Джорджа Графа, який, як виявилося, вже був перевербований британцями та став подвійним агентом під псевдонімом «Жираф». Саме після цього Робертсон переконався у щирості намірів Попова працювати проти нацистської Німеччини.
На допиті Попов також сказав, що йому хотілося б повернутися до Лісабону у січні. Британці вирішили дозволити йому повернутися до Португалії, проте наголосили на необхідності вести за ним особливо ретельне стеження, оскільки все ще існував ризик того, що Попов міг бути наживкою з боку німців, які нібито хотіли його видати за «подвійного агента», внаслідок чого його доступ до відомостей про структуру британської розвідки було серйозно обмежено. Різдво Попов провів у різних розважальних закладах Лондона: ресторані «Куаггерс» (англ. Quaggers), Ленсдаун-Клубі (англ. Lansdowne Club) та клубі Маріотта (англ. Mariott's Club), вечеряючи та граючи там у більярд. Напередодні Нового року він зустрівся з керівником МІ6 Стюартом Мензісом у Сурреї у його маєтку у Літтл-Брідлі (англ. Little-Bridley), де югослав не тільки приємно дивував британців своєю зовнішністю, шармом і манерами, а й навіть фліртував із Фрідль Гертнер (нім. Friedl Gärtner), сестрою дружини Іана Грема Мензіса, молодшого сина Стюарта Мензіса.

### Підготовка до повернення до Португалії
Робертсон, який представляв МІ5, проінструктував Попова про те, як ведеться розвідувальна діяльність Великої Британії та де саме перетинаються інтереси й обов'язки МІ5 і МІ6. Куратором Попова з МІ5 на Піренеях було призначено Біла Люка (англ. Bill Luke), який керував створеною як прикриття компанією Tarlair Ltd., яка займалася торгівлею з нейтральними Іспанією та Португалією. Це забезпечило Попову можливість регулярно бути у багатому передмісті Лісабона Кашкайші; сам Люк представлявся Попову під прізвищем Меттьюс. Мензіс, який представляв МІ6, на різдвяній зустрічі розповів Попову про те, яку саме діяльність він здійснюватиме в рамках боротьби проти шпигунів супротивника, а також розповів про структуру абверу та попросив Попова звернути увагу на особистість Вільгельма Канаріса — Великій Британії було відомо, що Канаріс аж ніяк не симпатизував нацистам. Мензіс також нагадав Попову про необхідність бути дуже уважним, щоб не дозволити абверу розкрити свій статус подвійного агента.
Попов повернувся до Лісабона у січні 1941 року, отримавши останні вказівки від британців 2 січня. Своєму німецькому керівництву він передав явно хибне повідомлення про успішне створення шпигунської мережі абвера у Лондоні. Капітан військово-морської розвідки Евен Монтегю допоміг йому скласти звіт про цю мережу та створити легенду про те, як Попов познайомився з Монтегю (за основу було взято одне з захоплень Попова — вітрильний спорт і яхтинг). Крім цього, Монтегю включив у звіт відомості про те, що британські Атлантичні конвої охороняються підводними човнами та що на більшості вантажних суден можна було розмістити торпедоносець: від Попова потрібно було передати німцям саме ці відомості, нічого не додаючи та не зменшуючи. Таким чином, Попов зумів довести свою лояльність німцям, при цьому не завдавши жодної шкоди британській безпеці.
Від винагороди з боку британців за свою роботу Душко відмовився частково у зв'язку з тим, що йому досить багато грошей платив абвер за завдання, а частково через бажання працювати на британців виключно за ідею боротьби проти нацистів. Завдяки зусиллям Попова британці отримали доступ до деяких німецьких стратегічних планів. При цьому Попов ніколи не упускав можливості підірвати дух німців, передрікаючи поразку Німеччини через низький моральний дух німців й економічну кризу: у 1941 році на одній із зустрічей він заявив, що Великій Британії вистачить двох років, щоб зламати Німеччину.

## Відрядження у США

### Брифінг від абверу
У березні 1941 року Єбсен отримав від фон Ауенроде завдання, про яке пізніше розповів Попову: німці наказали Єбсену забезпечити прибуття японської делегації на військово-морську базу ВМС Італії у Таранто, яка була атакована британцями у листопаді минулого року. Японці хотіли дізнатися, яку шкоду можуть заподіяти бомбардувальники та торпедоносці при нападі на кораблі флоту, які стоять на якорі в базі. Водночас на історичній батьківщині Попова розгорнулися драматичні події: Німеччина вторглася у Югославію, і використання Поповим легенди югославського бізнесмена вже було безглуздим. Заразом фон Ауенроде розпорядився відправити Попова до США під легендою представника Міністерства інформації Югославії для створення шпигунської мережі у США у рамках операція «Болівар» і сподівався, що Попову в ідеалі вдасться заслати шпигуна на базу ВМС США на острові Оаху (Гаваї), щоб потім мати можливість передати необхідні відомості японцям (самому Попову відвідувати Гаваї заборонялося).
Попова забезпечили сумою у 80 тисяч доларів США та спеціальним опитувальником, де були вказані цілі розвідки — пізніше це було опубліковано як додаток до книги «Система подвійного хреста» (англ. The Double Cross System) авторства Джона Сесіла Мастермена. З трьох машинописних листів опитувальника одна сторінка була присвячена питанням оборони США у Перл-Гарборі на острові Оаху. Йому також надали шпигунське приладдя для мікрофотографії та створення невидимого чорнила; для кодування повідомлень використовувалася книга Вірджинії Вулф «Ніч і день». Попов мав встановити радіозв'язок між Лісабоном і Ріо-де-Жанейро (у Ріо знаходилися деякі агенти абверу). Обговоривши з Єбсеном поїздку до США та дізнавшись від нього відомості про візит японців до Таранто, Душко зумів скласти загальну картину. Він зрозумів, що японці прибули до Таранто не випадково: вивчаючи досконало всі наслідки нальоту британців на базу Таранто, вони розраховували завдати такої самої шкоди американцям, атакувавши базу у гавані Перл-Гарбор на острові Оаху, але саме абвер мав провести абсолютно всю розвідувальну роботу за японців. Попри те, що Попов вважав напад японців на американську базу верхи нерозсудливості, Джонні переконав його у тому, що Японія справді готується до повномасштабної війни проти США. Проте Попову не був відомо, коли саме японці збиралися атакувати.

### Акт Манна
У серпні 1941 року Попов прибув до Нью-Йорка, де зв'язався з ФБР і домовився про зустріч з її керівником Едгаром Гувером. Однак терміни зустрічі постійно посувалися, і Попов, якому набридло чекати, у вересні вирушив відпочивати у Флориду зі своєю подругою, англійкою Террі Річардсон, яка збиралася розлучитися зі своїм чоловіком. Під час відпочинку Попов побачив на пляжі дивного чоловіка, одягненого у діловий костюм: той покликав Попова поговорити та попрямував до бару, де знаходилася ще одна людина. Обидва незнайомці представилися як агенти ФБР і повідомили, що Попов незаконно зареєстрував номер у готелі на себе та Річардсон, який видавав за свою дружину. Попова звинуватили у порушенні акта Манна, інкримінувавши йому спробу використати Річардсон «в якихось аморальних цілях» (тобто залучити до проституції), що вважалося тяжким злочином (ФБР навіть підозрювало Річардсон у шпигунстві, але не змогло це довести). Від Попова зажадали негайно залишити готель, розлучитися з Річардсон і відправити його найближчим літаком до Нью-Йорка, погрожуючи у разі відмови кримінальним переслідуванням: за вчинені Поповим дії загрожував щонайменше один рік в'язниці. За словами югослава, Річардсон була доведена до сліз поясненнями Попова, відмовилася просто їх слухати та розірвала з ним будь-який зв'язок. Сам він пізніше шкодував, що не зумів їй збрехати як слід, щоб уникнути настільки емоційного розставання.
Через дві доби після скандальної зустрічі Попов повернувся до Нью-Йорка, де зустрівся з Гувером. Під час бесіди той пригадав Попову порушення акту Манна та розв'язну поведінку, яку югослав демонстрував під час свого перебування у США, і Попов пізніше у своїх мемуарах писав, що Гувер мав усі резонні підстави так вважати. Грошові витрати югослава здавалися ФБР підозрілими: він придбав автомобіль Buick із сидіннями з червоної шкіри, зняв дорогі апартаменти та витратив 12 тисяч доларів на обстановку у номері та китайського дворецького. За час свого перебування у США він завів роман із французькою актрисою Сімоною Сімон: ФБР дізналося про це, розкривши особисте листування Душко та Сімони. Водночас сам Душко нічого не домігся у плані виконання поставленого абвером завдання, витративши більшу частину коштів на побачення з жінками, вечері у ресторані та розважальні заклади, але так і не вийшовши на зв'язок з кимось зі співробітників абверу у США.

### Сварка з Гувером

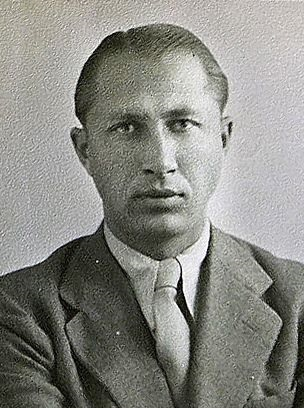
Фотографія з паспорта Попова, 1941 рік

У відповідь на висунуті Гувером докори Попов став усіляко запевняти його, що прибув до США не з метою порушувати закон або підривати репутацію ФБР, а з метою допомогти американцям. Він заявив, що має відомості про підготовку японців до нападу на США, пояснивши, що японці намагаються за допомогою абверу отримати цінні дані щодо американських військово-морських баз (цім і пояснювався їх вкрай підозрілий інтерес до бази Таранто). Душко запевняв, що готовий надати всю посильну допомогу ФБР. Однак Гувер проігнорував усі попередження Попова, заявивши, що йому не потрібні жодні поради від сторонніх осіб у питаннях боротьби проти ворожої агентури. Він також згадав про те, що за весь час перебування Попова у США з ним ніхто не зв'язався з абверу (причини відсутності зв'язку Душко не міг зрозуміти). Всі наступні вмовляння та докази свого співрозмовника Гувер проігнорував і просто вигнав його.
У грудні 1941 року напад японців на Перл-Гарбор змусив американців офіційно вступити у Другу світову війну за Антигітлерівської коаліції. Багато співробітників ЦРУ пізніше висловлювали своє здивування з приводу того, чому Гувер нічого не передав військовій розвідці, і шкодували, що самі не проявили ініціативу та не передали нічого з повідомленого Поповим Франкліну Рузвельту. Деякі історики вважають, що Гувер міг просто навмисно не доповісти військовій розвідці про цю зустріч, ніби чекаючи нападу японців як приводу до початку бойових. У розмові з полковником британської розвідки Діком Еллісом Попов, згадуючи свою невдачу, у серцях сказав британцям, що Гувер більше підійшов би на роль союзника німців, а не британців.
Транжирству Попова обурювалися багато співробітників МІ6, проте Монтегю доводив усе це тим, що Душко перебував у серйозної депресії: югослав не тільки не пробачив Гуверу ігнорування попереджень про напад японців, а й боявся за сім'ю, яка залишилася у Югославії. Попов також побоювався, що німці можуть розкрити його статус подвійного агента: у березні 1942 року його побоювання частково підтвердилися, оскільки в одній із радіограм, перехопленій британцями, німці висловили подібні підозри, проте британці про цю телеграму вирішили не повідомляти Попова. Син Попова Марко стверджував, що американці наполегливо вимагали від Попова зайнятися пошуками німецької агентури у США, а його повідомлення про Перл-Гарбор просто ігнорували, оскільки «нічого не розуміли у контррозвідці». Радіопередавач для зв'язку між Лісабоном і Ріо, захований десь на півночі Род-Айленда та необхідний для операції за участю Попова, був конфіскований ФБР, і Попов так і не дізнався, що саме мало передаватися за участю цього приладу.

### Повернення після невдачі
Попов переконав абвер у тому, що через брак коштів йому не вдалося виконати своє завдання. У зв'язку з провалом операції німці виділили 25 тисяч доларів Попову на повернення, проте він зміг залишити США лише 12 жовтня 1942 року, залишивши безліч неоплачених рахунків. Дік Елліс попросив югослава не поспішати з поверненням зі США, щоб той своїми діями не викликав підозри з боку німців. За найскромнішими підрахунками, у США Попов витратив 86 тисяч доларів США лише за 9 місяців перебування у цій країні (зокрема 26 тисяч на розваги). Соліситор і колега Попова Іан Девід Вілсон (англ. Ian David Wilson), вивчивши діяльність Попова та реакцію ФБР на його повідомлення, порекомендував британцям не намагатися надалі вести хоч якісь переговори з ФБР як із вкрай некомпетентною організацією, проте Робертсон вважав таку рекомендацію абсолютно недоцільною. Наприкінці того ж року Попов ненадовго вирушив до Лондона. Надалі він продовжував вербувати агентів для потреб британців, один з яких став військово-морським аташе короля Югославії у вигнанні Петра II, а також повідомляти британську розвідку про ситуацію у Німеччині.
Німецький історик спецслужб Ґюнтер Александр Пайс висловлював сумніви у справжності версії Душка Попова про те, що Гувер проігнорував його попередження про ризик нападу японців на Перл-Гарбор, і вважав, американців чудово обізнаними про цю можливу загрозу. За словами Пайса, свої військові плани японці приховували навіть від німців, остаточно затвердивши план нападу на Перл-Гарбор лише у липні 1941 року, проте Пайс при цьому наводив цитату керівника військово-морських операцій контрадмірала ВМС США Гарольда Старка від 24 січня 1941 року, який стверджував, що війна США та Японії могла розпочатися саме за таким сценарієм. Нарешті, з кінця літа 1941 року американська розвідка почала перехоплювати телеграми з Токіо генеральному консулу Японії в Гонолулу, у якій від консула вимагали повідомляти про всі переміщення кораблів на базі ВМС США, що недвозначно натякало на напад японців на базу. Водночас у 1944 році у Лісабоні за загадкових обставин злетів на повітря особистий автомобіль Попова, і Душко пізніше неодноразово натякав на причетність американців до цього інциденту, які нібито побоювалися, що після війни Попов розповість усім про повну некомпетентність Гувера.

## Розвідувальна діяльність у Португалії

### Британські куратори
Діяльність усіх подвійних агентів, завербованих Великою Британією, координувалася так званим «Комітетом двадцяти» (англ. Twenty Committee / XX Committee) у рамках секретної операції МІ5 під умовною назвою «Подвійний хрест». Комітет, званий також «Двадцятка», організовував передачу німцям дезінформації, а також надавав подвійним агентам всю матеріальну підтримку, необхідну для виконання завдань. До його складу входили керівники розвідувальних служб Британської армії, королівських ПС і королівських ВМС, а також представники МІ5, МІ6 і британських сил місцевої оборони. Головою комітету був співробітник МІ5, професор Оксфордського університету Джон Сесіл Мастермен.
Попов, який фігурував у документах британців спочатку під псевдонімом «Скут» (англ. Skoot), пізніше отримав псевдонім «Трицикл» (англ. Tricycle), оскільки формально був головним у групі з трьох подвійних агентів. Британці довіряли йому виконання завдань, які видавалися як МІ5, так і МІ6. Одним з його кураторів був Кім Філбі, співробітник 5-го (контррозвідувального) управління МІ6, відповідальний за розвідку на Піренейському півострові. В одній групі з Поповим працювали бізнесмен Дікі Меткаф («Повітряна кулька») та вищезазначена Фрідль Гертнер («Желатин»), які також спрямовували німцям дезінформацію; пізніше до цієї групи приєднався і брат Душко, лікар Іво Попов («Дредноут»), який повідомляв Секретну розвідувальну службу про всі плановані операції абверу.

### Зв'язок з керівництвом
Коди для зв'язку, позивні та необхідну для зустрічі інформацію Попову надавав полковник Ральф Джарвіс, начальник резидентури МІ6 у Лісабоні, який працював під прикриттям другого секретаря посольства Великої Британії у Португалії. Душко розробив власний рецепт невидимого чорнила, який був представлений на виставці у 2002 році після розсекречення матеріалів з його особистої справи: в основі рецепта були кристали, які заливалися водою, а для прояву написаного цим чорнилом тексту необхідно було ретельно відпрасувати папір. Зустрічі Попова з британською та німецькою агентурою проходили у казино «Estoril», яке відвідували співробітники спецслужб майже всіх країн-учасниць у світовій війні.
У казино Попов дізнавався про дату найближчої зустрічі з німецьким начальством наступним чином: секретарка фон Авендро Елізабет Зарбах (нім. Elisabeth Sahrbach), з якою Душко часто з'являвся у казино, підходила до столу для гри у рулетку та послідовно робила ставки на номери, які вказували на день зустрічі, годину та хвилину, а ще однією ставкою вказувала, чи буде зустріч у Лісабоні або в Ешторілі. Німці не могли ставити під сумнів розвідувальну діяльність Попова та були задоволені тією інформацією, яку він їм надсилав (але яку насправді «узгоджував» із британцями).

### Агент «Цицерон». Операції «Мінсміт» і «Фортітьюд»
Вважається, що під час Другої світової війни «Комітет двадцяти» викрив і заарештував близько 200 агентів німецької розвідки, частина з яких була нейтралізована завдяки зусиллям Попова. У своїх мемуарах Попов, зокрема, стверджував, що у 1943 році його німецький куратор фон Ауенроде проговорився йому про агента, який заробляв значно більшу суму у порівнянні з Поповим, але при цьому надавав найважливіші відомості — хронологію подій на Тегеранській конференції. Від німця Душко дізнався лише те, що горезвісний агент був «не югославом», після чого повідомив про це у MI5. Незабаром було встановлено передбачувану особу агента — ним виявився албанець Ельяс Базна, який був співробітником британського посольства у турецькій столиці та водночас працював на абвер під псевдонімом «Цицерон» (нім. Cicero). Преса висловлювала великі сумніви щодо участі Попова у розкритті особистості та діяльності «Цицерону», хоча сам Попов обмовився, що «Цицерону» німці не довіряли та платили йому за інформацію фальшивими купюрами, а міністр закордонних справ Німеччині Йоахім фон Ріббентроп пізніше взяв «Цицерона» під свій особистий контроль.
Попов брав участь у серії операцій з передачі дезінформації німцям. Зокрема, в середині 1943 року Попов брав участь в рамках операції «Мінсміт», під час якої німцям планувалося вселити, що англо-американські війська мають намір вторгнутися у Грецію, і приховати факт приготування союзників морському десанту на Сицилію. Операція відбулася на території нейтральної тоді Іспанії, в якій орудувало дуже багато шпигунів абверу. В ході операції британці «викинули» на іспанське узбережжя тіло «потопельника», при якому були документи на ім'я офіцера британських військ і «засекречені» документи, в яких повідомлялося про плани союзників вторгнутися в Грецію. Попов говорив, що в ході цієї операції спочатку повинен був всього лише передати німцям повідомлення про те, що група югославських офіцерів почала проходити курси підготовки парашутистів в Шотландії: британці розраховували, що оскільки рельєф Шотландії був схожий з рельєфом Греції, німці «клюнуть» на цю приманку і стягнуть частину своїх сил якраз в Грецію. Пізніше Попова зобов'язали простежити за тим, щоб фальшиві документи «потопельника» потрапили в руки німецької розвідки: операція пройшла успішно, хоча частина сил німці при цьому перекинули на Сардинію, що знаходилася недалеко, запідозривши щось недобре.
Головним завданням агентурної діяльності Попова за час війни стало доведення дезінформації німецької розвідки у рамках операції «Фортітьюд» під час підготовки до операції «Нептун»: британці вселяли абверу та всім збройним силам нацистської Німеччини, що союзники здійснюватимуть морський десант у Калі, а не у Нормандії; за словами Попова, британці навсправжки хотіли налякати німців загрозою висадки під Бордо. У цій операції брали участь, крім Попова, ще кілька агентів: Хуан Пужоль («Гарбо»), Наталія Сергєєва («Скарб»), Роман Чернявський («Брут») та Ельвіра Шодуар («Бронкс»). У сукупності з роботою аналітиків Блетчлі-парку та злому шифру машини «Лоренца» все це змусило німців змусити перевести частину своїх сил з Нормандії в інші частини Франції та навіть у Норвегію. За найскромнішими оцінками, завдяки цьому вкиданню дезінформації німці вивели з Нормандії не менше 7 піхотних дивізій.

### Інша розвідувальна діяльність
Душко виконував також деякі завдання для Уряду Югославії у вигнанні, яке розмістилося у Лондоні після розгрому югославської армії німцями навесні 1941 року (як псевдонім югослави використовували його особисте ім'я «Душко»). Отримані розвіддані, за деякими відомостями, використовувалися югославським урядом для координування дій сербських четників. Попов був не єдиним югославом, який працював на британську розвідку у Другій світовій війні, однак у своїх спогадах він відмовлявся називати імена своїх співвітчизників-розвідників, посилаючись на міркування конфіденційності: він згадував лише, що один із таких співробітників розвідки був викритий під час війни двоє (телетайпіст і юрист у галузі морського права) продовжували працювати аж до дня Перемоги. Працюючи на британську розвідку, Попов зумів забезпечити «псевдовтечу» 150 югославських чиновників до Великої Британії через французьку територію: під час шляху через Францію до групи впровадилися німецькі шпигуни, а коли вони опинилися у Гібралтарі, то Попов змусив їх співпрацювати з британцями. У рамках ведення психологічної війни Попов також переправляв німцям інформацію про наслідки авіанальотів союзників на німецькі міста, тим самим чинячи на німців тиск.

## Загибель Джонні Єбсена
Наприкінці війни Попова чекала трагічна новина: його давнього друга Джонні Єбсена, який працював разом з ним у Португалії, викрали та вбили гітлерівці. Розважаючись у казино та заводячи романи зі співробітницями лісабонської резидентури абверу, Джонні сколотив свій добробут не лише шляхом легальної роботи у Tarlair Ltd., але й завдяки контрабанді. Якийсь співробітник СД Вальтер Зальцер, який, за словами Попова, займався «брудною роботою» за вказівкою Ернста Кальтенбруннера, організував негласне спостереження за Єбсеном, вважаючи його діяльність вкрай підозрілою. У результаті у 1944 році Джонні схопили у Лісабоні агенти СД, а згодом й убили. За однією версією, його викрали із власного будинку та відвезли до кордону з Іспанією, де й убили. За іншою версією, йому відправили фальшиву телеграму про присвоєння хреста «За військові заслуги» І класу, а коли Єбсен приїхав на місце зустрічі, його скрутив співробітник абверу доктор Шрайбер із криками «Ось твоя нагорода!»; викраденого Єбсена напихали седативними та наркотичними препаратами, запхали у валізу та вивезли до Берліна. Зальцер вів допит Єбсена у штабі гестапо на Принц-Альбрехт-штрассе, а після допитів кинув арештанта у концтабір Оранієнбург. Імовірно, німці намагалися дізнатися від Єбсена точне місце висадки союзників у Франції, проте їм не вдалося.
Журналістка Петра Фермерен (нім. Petra Vermehren), ув'язнена концтабору Заксенгаузен, розповідала, що до них у табір перевели схудлого від голоду Єбсена: він ледве міг триматися на ногах, але відчайдушно намагався вибратися на волю. Джек Черчилль, який перебував у тому ж таборі, відправив до Лондона повідомлення про Єбсена та попросив усіх подвійних агентів, які діяли, (зокрема і Попова) допомогти врятувати в'язня. Проте повідомлення залишилося без відповіді, а, за словами Петри, у лютому 1945 року Єбсена з табору забрали співробітники гестапо, і він безслідно зник. Єбсена визнали загиблим офіційно 17 лютого 1950 року, так і не встановивши обставини його смерті. Попов, помилково називаючи у своїх мемуарах як дату загибелі Єбсена грудень 1944 року, приєднався до пошуків свого друга і його викрадачів у травні 1945 року. Він опитав безліч людей, які знали Джонні, проте вийти на його слід так і не зміг; у своїх мемуарах він водночас вказував Вальтера Зальцера як убивцю, на слід якого вийшов після довгих пошуків. Ця людина після війни нібито перебралася до Міндена, де проживала під ім'ям Гуго Ульріха (нім. Hugo Ulrich), намагаючись уникнути судового переслідування.
У своїх мемуарах Душко писав, що вистежив Зальцера та прийшов до нього у будинок зі зброєю, зажадавши від нього розповісти, як загинув Джонні Єбсен. Співробітник СД став запевняти, що лише виконував наказ Кальтенбруннера, якому нібито не подобався Єбсен, який занадто активно провадив свої справи на чорному ринку та займався обміном валюти. Розгніваний югослав побив Зальцера до півсмерті, але не наважився застрелити, тому безпорадний німець залишився валятися на підлозі у власному будинку. Крістер Йоргенсен писав, що Душко вколов Зальцеру той самий седативний препарат, яким був уражений Єбсен, через який постраждалий німець залишився інвалідом до кінця життя. Син Душко Попова Марко стверджував, що його батько таки вбив Зальцера.
За словами Ларрі Лофтіса, ім'я Вальтера Зальцера не зустрічається у німецьких архівах, а отже, Попов представив убивцю у своїх мемуарах під вигаданим ім'ям. За його версією, югослав вів пошуки вбивці Джонні з жовтня до листопада 1945 року на території Німеччини, про що писалося в архівах МІ5 : під псевдонімом «Зальцер» міг ховатися або співробітник гестапо обергегаймрат Кветтінг (нім. Quetting), або співробітник крипо Гофмайстер (нім. Hofmeister), або штурмбанфюрер СС Шмітц (нім. Schmitz). Водночас вичерпних доказів на користь винності когось із них немає, як і доказів того, що Попов справді зумів вистежити вбивцю та розправитися з ним. Справжні обставини смерті Єбсена, хто був винен у його загибелі, що трапилося з винуватцем і чи був причетний до долі винуватця Попов, залишаються загадкою.

## Після війни

### Нагороди та подальша діяльність
Душко Попов на знак визнання його заслуг перед Великою Британією та внеску у перемогу антигітлерівської коаліції був нагороджений медаллю Імперської служби, а також орденом Британської імперії у ступені офіцера, отримавши орден на неформальній церемонії у барі «Ritz» (від посвяти у лицарі він відмовився). В офіційному додатку до ордена, складеному МІ5, написано таке про заслуги Попова

Душан Попов — громадянин Югославії, який спочатку запропонував свої послуги посольству Великої Британії у Белграді у 1940 році, коли його країна ще займала нейтральну позицію, а перспективи перемоги британців у війні не виглядали обнадійливими […] Робота цього агента неоціненна для сторони союзників, а канал зв'язку зіграв важливу роль дезінформуванні противника аж до вторгнення до Нормандії. У всі часи цей агент співпрацював із британською владою, повністю усвідомлюючи ступінь небезпеки, яка загрожувала йому особисто та його родичам у Югославії.Оригінальний текст (англ.)
Dusan POPOV is a Jugo-Slav national and originally offered his services to the British Embassy in Belgrade in 1940 at a time when his own country was neutral and the prospects of British victory did not look favorable... The work of this agent was invaluable to the Allied cause and the channel of communication played an important part in deceiving the enemy prior to the Normandy invasion. At all times this agent has co-operated with the British authorities to the fullest extent at great danger both to himself personally and to his relatives in Jugo-Slavia.

Після закінчення війни Попов більше не залучався до операцій британських спецслужб. Деякий час він проживав у Парижі, де відкрив видавничий будинок, випускаючи брошури для туристів, які відвідують Париж, а також продовжив займатися ввезенням і вивезенням товарів за участю тієї ж фірми Tarlair Ltd., яка була заснована як прикриття у Португалії ще під час війни. Пізніше він влаштувався на півдні Франції, куди приїжджала у відпустку і його дальня родичка Зориця Мішкович, яка також допомагала британській розвідці під час війни. Після становлення комуністичної влади у Югославії Душко став особою без громадянства, проте 12 червня 1946 року став підданим Великої Британії. Надалі він відвідував Дубровник під своїм справжнім ім'ям, а також їздив до Воєводини до своїх родичів. У Німеччині він допоміг співробітникам понад 1,5 тисячі німецьких компаній повернути майно, яке у них свого часу відібрали нацисти. 18 квітня 1951 року взяв участь у підписанні угоди про започаткування Європейської спільноти вугілля та стали, перебуваючи на посаді генерального секретаря у структурі Європейської економічної спільноти. Надалі Душко також займався і консультаційною діяльністю, співпрацюючи з понад 120 англійськими та німецькими компаніями: його вважають одним з авторів перших угод повоєнних років між Peugeot та німецькою сталеливарною промисловістю.
За деякими даними, у 1963—1965 роках Попов був учасником оперативної гри «Морава» югославської розвідслужби УДБА, яка шукала золотий запас, захований четниками Дражі Михайловича: у спецслужбі вважали, що золото нібито може дістатися Поповим. Душко та його брат Владан зустрічалися з начальником УДБА Кралево Іво Шушняром (серб. Ivo Šušnjar) у Римі та Цюриху, а УДБА вела з ними довго переговори про співпрацю та передачу золота до рук держави, навіть надавши аванс еквівалентом у 200 тисяч доларів США, перш ніж високопоставлені співробітники розвідки Воїн Лукич (серб. Vojin Lukić) і Чеча Стефанович (серб. Ćeća Stefanović) розпорядилися припинити гру, оскільки нічого чіткого про долю золота від братів дізнатися не вдалося.

### Автобіографія
У 1972 році сер Джон Сесіл Мастермен опублікував книгу «Система подвійного хреста у війні 1939—1945» (англ. The Double Cross System in the War of 1939 to 1945), присвячену роботі британської розвідки з вкидання німцям дезінформації про військові плани британців. Саме після цієї публікації Попов, який боявся без дозволу МІ6 щось розповідати про свою роботу, наважився нарешті викласти правду про свою діяльність. У 1974 році ним була опублікована автобіографія «Трицикл» французькою, випущена у США англійською під назвою «Шпигун / Контршпигун» (англ. Spy / Counterspy): багато згаданих моментів з цієї книги знайшли своє відображення у романах про Джеймса Бонда британського письменника Яна Флемінга, у минулому коммодора британської військово-морської розвідки, з яким Попов зустрічався кілька разів. Думки про мемуари розділилися: якщо Рассел Міллер відзначав у цілому принципову точність подій у книзі, навіть місцями прикрашених, то Гюнтер Александр Пайс називав мемуари Попова «дивним скупченням легенд і напівправди», відзначаючи серію неточностей і стверджуючи, що біографія наведена Поповим, не відповідає дійсності. Сама сім'я Попова нічого не знала про розвідувальну діяльність Душка аж до виходу книги.
Випуск цієї книги безрезультатно спробувала припинити ФБР, оскільки у ній Душко вкрай неприємно відгукувався про Едгара Гувера, який ігнорував попередження Попова про можливий напад японців на Перл-Гарбор. Офіційні представники ФБР змушені були запевняти громадськість у тому, що Гувер ніколи не зустрічався ні з ким з агентів британських спецслужб, і що в архівах ФБР немає подібних записів про зустрічі; отримати доступ до американських архівів Попов не міг, щоб довести свої слова. Проте стараннями британського офіцера розвідки Джона Пеппера (англ. John Pepper), який познайомив Попова з Гувером, книга все ж таки вийшла: Пеппер офіційно заявив про факт знайомства Попова та Гувера, а співробітники ФБР відмовилися коментувати ці заяви. Публікація книги відбулася через деякий час після смерті Гувера. Коментуючи свій виклик до Сенату США для надання свідчень у зв'язку з розслідуванням діяльності американських спецслужб, югослав назвав Гувера «одним із найгірших людей у світі» та заявив, що жаліти керівника ФБР не буде.
Попов неодноразово з сім'єю дивився фільми про Джеймса Бонда, до яких ставився з гумором: не заперечуючи можливість створення Бонда на підставі особистості Попова, Душко говорив, що якби романний Бонд існував насправді зі своїми рисами характеру, то не протримався б і дві доби. Своїм улюбленим персонажем бондіани Попов вважав лиходія на ім'я «Щелепи». За заявою Слободана М. Йовановича, номер 007 для агента Джеймса Бонда Ян Флемінг запозичив також із біографії Душка Попова: Душко нібито розповідав, що для розв'язання деяких питань він дзвонив своєму дядькові Мілівою, який проживав у Белграді у будинку 46 на вулиці Мілоша Великого, а номер дядька закінчувався цифрами 007. Детальні інтерв'ю у Попова щодо його діяльності брали свого часу Джонні Карсон, Ларрі Кінг і Мерв Гріффін.

## Смерть
Душко Попов помер 10 серпня 1981 року у віці 69 років у містечку Опьо, у французькому департаменті Приморські Альпи, де і був похований. Двома роками раніше помер його брат Іво, з яким Душко не раз бачився у Парижі та Римі. Причиною смерті Душко став рак хребта, викликаний наслідками куріння та зловживання алкоголем.
Після смерті Попова Велика Британія почала розсекречувати документи про його діяльність, інформація з яких збігалася майже з усім, що стверджував Попов у своїх мемуарах: всього в архівах МІ5 налічувалося 7700 документів, пов'язаних з діяльністю Попова. У 2001 році ФБР наслідувала приклад і розсекретила близько 2700 документів (за більш точними даними, їх було 2870) про діяльність Попова у Другій світовій війні: протягом понад 50 років на американських документах стояв гриф секретності.
У 2002 році документи особистої справи Душка Попова були виставлені на загальний огляд у Великій Британії: серед них листи та листівки Попова, на яких були виведені невидимим чорнилом конфіденційні відомості. У розсекречених документах МІ5 справжні ім'я та прізвище Душко Попова при цьому не згадуються жодного разу. Близько 200 документів, за словами Марка Попова, сина Душка, безвісти зникли, оскільки їх просто прибрали до рук журналісти, так і не повернувши назад.

## Родина
Члени «Кембриджської п'ятірки» іронічно стверджували, що Попов проходив у документах під псевдонімом «Трицикл» виключно через його численні любовні пригоди та схильність до групового сексу (особливо втрьох). Душко нерідко користувався своїм службовим становищем, відправляючи повідомлення через секретарку німецького посольства Елізабет Зарбах, з якою таємно зустрічався. Попов також знав, що чоловіки-агенти та жінки-агенти не повинні вступати в інтимні стосунки один з одним, однак і він, і його підлеглі нерідко ігнорували це правило: так серед пасій Душко виявилася його соратниця з розвідки Фрідль Гертнер. Зі своїми дівчатами Попов зазвичай зустрічався у ресторані «Сімаш» (порт. Cimas), у барі «Englishbar» і казино «Estoril». Офіційно Душко був одружений двічі. Першою його дружиною стала Жанін Дюкас (фр. Janine Ducasse), з якою він одружився у 1946 році та розлучився у 1961 році. Другою його дружиною була шведка Джилл Джонссон (англ. Jill Jonsson), з якою Попов одружився у 1962 році, вінчавшись у Каннах за православним звичаєм. З Джилл він прожив до кінця своїх днів. Їй він розповів про свої любовні зв'язки лише після того, як Джилл знайшла на горищі будинку Попова старі любовні листи.
У першому шлюбі у Душка народився син Дін (1949—2011), а у другому шлюбі народилися ще троє синів — Марко (нар. 1963), Борис (1967—2017) та Омар (нар. 1969). Усі троє з 1999 року працювали у міжнародній компанії Polaris Capital Fund Ltd. (Формально зареєстрована на Багамських островах). Марко пропрацював у лондонському інвестиційному банку 10 років, а пізніше зайнявся інвестиціями у підприємства Чорногорії та Хорватії, відкривши власний фонд. Борис загинув 2017 року в автокатастрофі. Марко говорив журналістам, що його самого намагалися завербувати у розвідку МІ5 для боротьби проти СРСР і країн комуністичного блоку, але він відмовився від цієї пропозиції, оскільки і його батько відмовився займатися подібною справою.
Брата Душка Попова Іво було нагороджено королівською медаллю «За відвагу у справі Свободи», проте у комуністичну Югославію йому заборонили повертатися у зв'язку з тим, що він офіційно був лікарем короля Югославії, тому Іво поїхав на Багами, де і продовжив свою медичну діяльність (туди іноді приїжджав і Душко). За деякими даними, Іво, працюючи на британську розвідку під псевдонімом «Доктор», переправляв югославських емігрантів до Великої Британії.

## Пам'ять

### Вплив на роман «Казино „Рояль“»
Образ Душка Попова (а саме його захоплення, пристрасті та звички) став одним із тих, що були покладені в основу образу головного героя серії романів Яна Флемінга — агента МІ6 Джеймса Бонда. Один епізод із життя Попова, який стався у казино «Estoril», ліг в основу для сюжету роману «Казино „Рояль“». За спогадами Флемінга, одного разу вночі 1941 року у казино Попов зіграв проти литовця, який тримав банк, і на очах у Флемінга програв колосальну на той час суму 50 тисяч доларів США (близько 1,5 млн доларів США за курсом 2012 року). Виходячи з повідомлень Флемінга, подія розгорталася напередодні 11 серпня 1941 року. Ларрі Лофтіс стверджував, що адмірал Джон Годфрі, начальник Управління військово-морської розвідки розробив план «Мідас», у рамках якого планувалося зірвати низку німецьких розвідувальних операцій шляхом примушення співробітників абверу розтратити виділені на ці операції гроші. Годфрі при цьому не припускав, що Попов зважився б розтратити «німецькі» гроші, програвши їх у казино.
Попов у своїх мемуарах стверджував, що ніякої суми у казино не програвав, і наводив зовсім інші обставини епізоду з колосальною ставкою. За словами Попова, того вечора він спустився зі свого номера готелю «Estoril Palacio» до холу, зустрівши Яна Флемінга на шляху до бару, а потім попрямував до казино. Флемінг, який тоді був співробітником британської військової розвідки, невідступно йшов за Поповим, і той чудово здогадувався, чому це робиться. Того вечора один литовець Блох, який сидів за столом для гри у бакара, грав у гру «bete noire» і постійно блефував. Попов не витримував його витівок, що частково було викликано і присутністю Флемінга, який стежив за югославом. Коли стався черговий блеф, а Блох сказав: «Банк відкритий», Попов покликав круп'є і демонстративно запропонував ставку у 50 тисяч доларів, яких просто не могло бути у литовця, який грав. Казино приймати таку ставку відмовилося, після чого Попов награно образився, вирішивши заодно і повеселити Флемінга: в удаваному гніві він забрав свої гроші та зажадав, щоб казино не дозволяло більше литовцю так поводитися. Як стало відомо, у Попова при собі була сума у 80 тисяч доларів, яку йому виділив абвер на проведення шпигунської операції у США під кодовою назвою «Болівар», проте Попов говорив, що отримані ним розвіддані про діяльність німців були набагато цінніші за будь-яку суму у доларах.

### Інше увічнення
Попов згадується у не менш ніж 36 книгах, присвячених діяльності британської розвідки у Другій світовій війні. Йому присвятили документальний фільм «Істинний Бонд» (англ. True Bond) виробництва Starz Inc. і Cinenova, який вийшов у червні 2007 року, а також документальні фільми «Джеймс Бонд у реальному житті: Душко Попов» (англ. The Real Life James Bond: Dusko Popov) і «Подвійний агент Душко Попов: Натхнення для Джеймса Бонда» (англ. Double Agent Dusko Popov: Inspiration for James Bond). Попов фігурує також у біографіях Рассела Міллера «Позивний „Трицикл“» (англ. Codename Tricycle) 2004 року та Ларрі Лофтіса «У пащі лева» (англ. Into the Lion's Mouth) 2016 року.
Ім'ям Душка Попова названа вулиця у громаді Палілула округу Белград. Також зберігся донині будинок на перехресті Французької вулиці та вулиці Досітеєвої, де колись жила родина Попових.